# Tjärpastiller

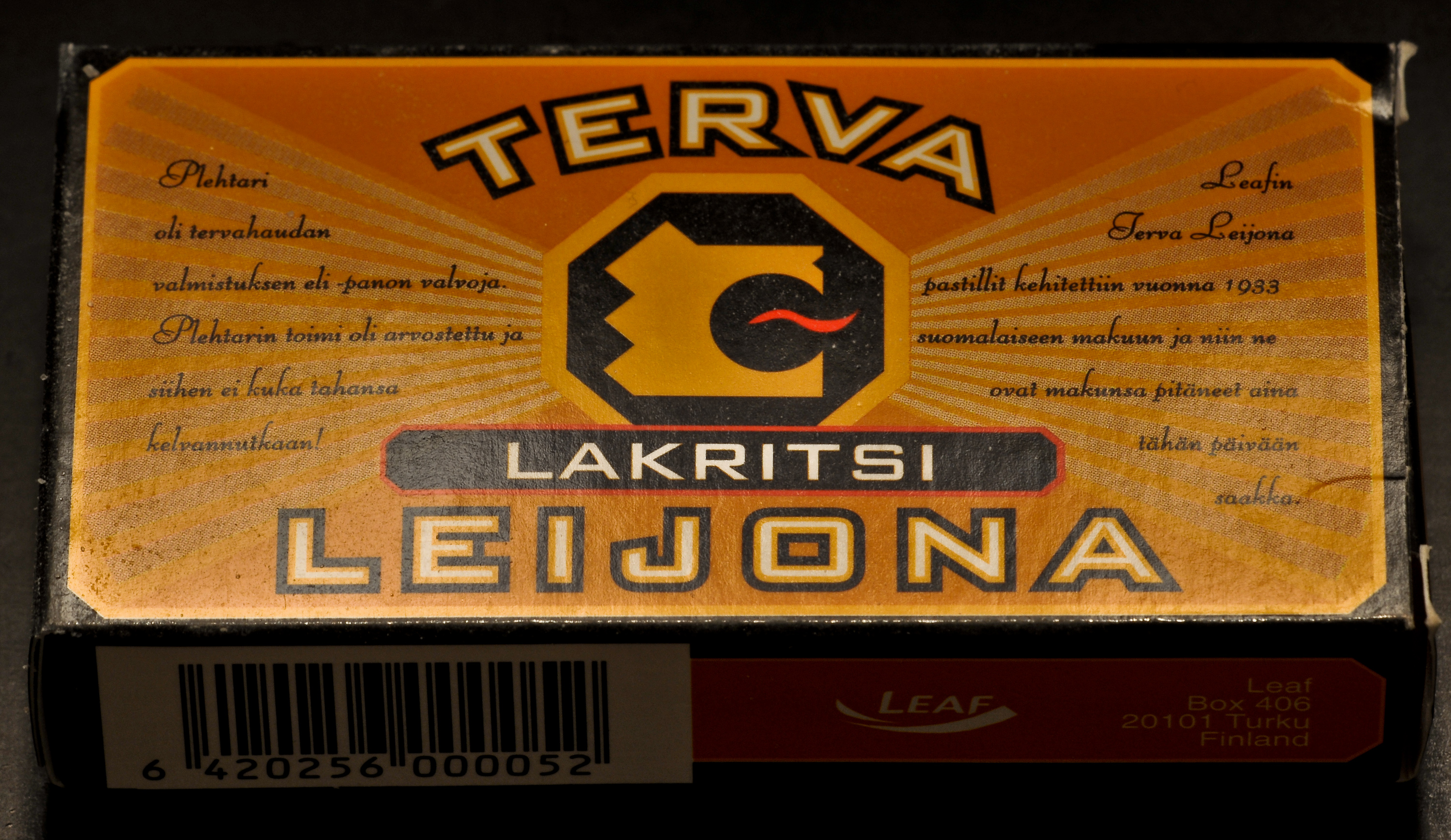
Terva Leijona-ask.

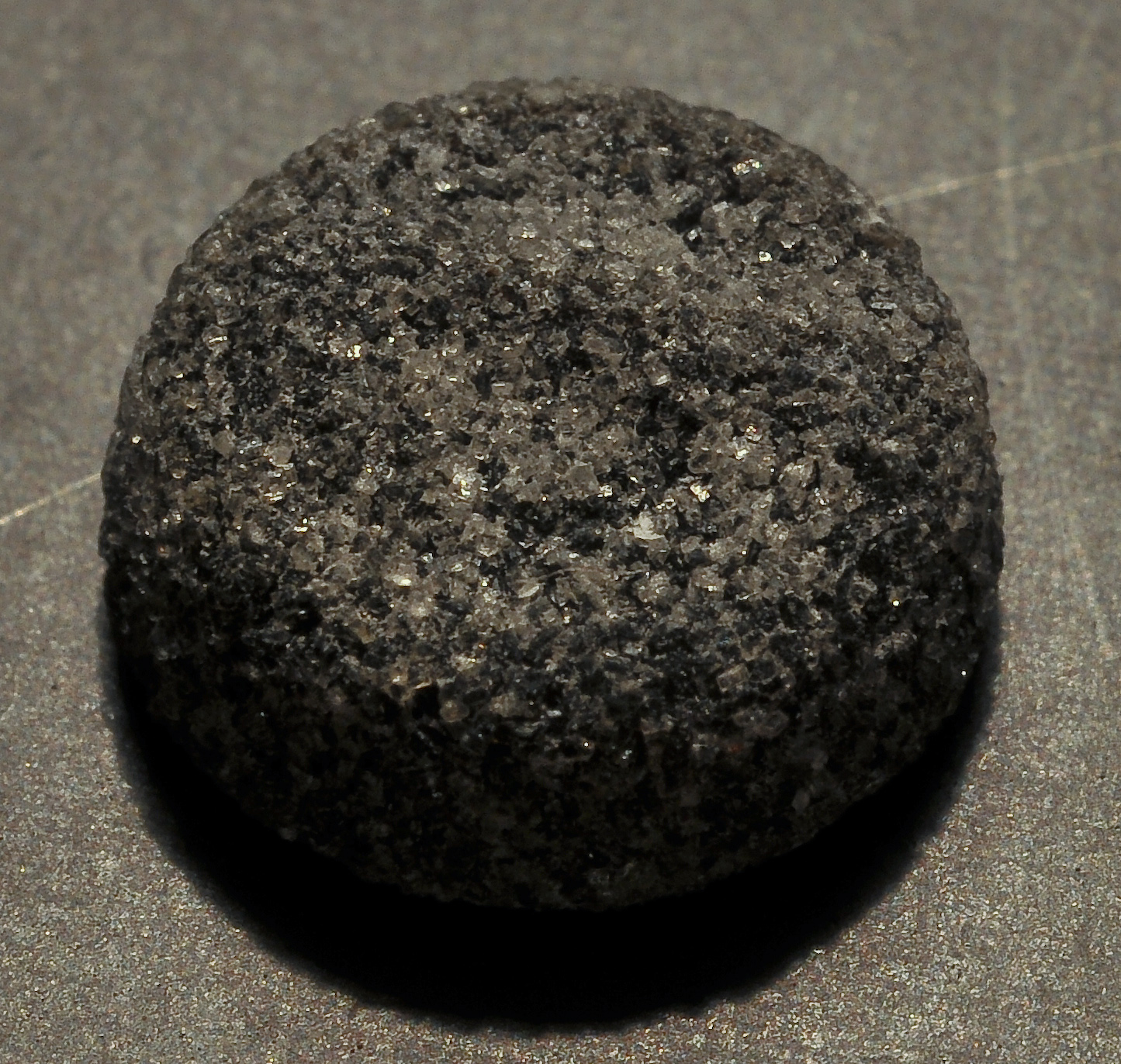
Terva Leijona-pastill.

Tjärpastiller, finska Terva Leijona, är mjuka karameller tillverkade i Finland. Dessa har en distinkt smak av tjära.
Tjärpastiller uppfanns av farmaceut Yrjö Wilhelm Jalander i Uleåborg 1930. Han noterade att många tbc-patienters symptom lindrades genom inandning av ångorna från tjärbrännor, och kom på idén med lindrande tjärpastiller. Efter studier vid universitetet i Leipzig kunde han bevisa att ingredienser i tjära dödar tbc-bakterier och tog patent på hur man utvinner essens från tjära för att tillverka pastillerna. Leijona var namnet på de apotek som Jalander ägde under 1930-talet.
Tjärpastiller innehåller ingen tjära, utan aromer (bland annat rökarom).